# Lučica (Požarevac)
Lučica (Servisch cyrillisch Лучица) is een plaats in de Servische gemeente Požarevac. De plaats telt 2192 inwoners (2002).